# Котаракът на равина
„Котаракът на равина“ (на френски: Le Chat du rabbin) е френски анимационен приключенски филм от 2011 година на режисьорите Жоан Сфар и Антоан Делево по сценарий на Сфар и Сандрина Жардел, базиран на едноименната поредица комикси на Жоан Сфар.
В центъра на сюжета е циничният котарак на равин от Алжир през 20-те години на XX век, който неочаквано проговаря и се опитва да приеме официално юдаизма, а впоследствие се включва в пътешествие във вътрешността на Африка, заедно с равина, негов приятел дервиш, току-що пристигнал от Русия млад евреин и белогвардейски емигрант.
„Котаракът на равина“ печели награда „Сезар“ за анимационен филм и е номиниран за Европейска филмова награда за анимационен филм.